# Dario Chiazzolino
Dario Chiazzolino (Torino, 8 febbraio 1985) è un chitarrista, compositore e arrangiatore italiano.
Riconosciuto per la sua attività concertistica e la versatilità stilistica, ha iniziato la carriera esibendosi nei circuiti rock e progressive rock, per poi affermarsi nel jazz e nella world music, collaborando con musicisti di rilievo internazionale, come Billy Cobham, gli Yellow Jackets, Bob Mintzer, Russell Ferrante, Roy Hargrove, Peter Bernstein, Jonathan Kreisberg. 
Ha completato la sua formazione accademica laureandosi con il massimo dei voti presso il Conservatorio Giuseppe Verdi di Torino e conseguendo un master di specializzazione presso l'Università della Musica di Roma.

## Biografia

### Primi anni (2010–2014)
Nel 2010 Chiazzolino ha partecipato a un progetto di latin jazz, registrando l'album Proposicion insieme al bassista Dany Noel Martinez, al batterista Horacio "El Negro" Hernandez e al pianista Ivan Bridon. Il progetto ha visto la partecipazione di artisti come Concha Buika, Ramón Porrina e Jerry González.
Nel 2011 ha pubblicato l'album Paint Your Life, con il pianista Taylor Eigsti, il bassista Marco Panascia e il batterista Willie Jones III. Lo stesso anno, ha collaborato con il chitarrista Rick Stone nell'album The Best Thing for You.
Nel 2012 ha formato il quartetto Principles Sound, con membri dei Yellowjackets, tra cui il sassofonista Bob Mintzer, il pianista Russell Ferrante e il bassista Jimmy Haslip. Insieme, hanno registrato l'album Lost in the Jungle e successivamente ha partecipato al tour internazionale dei Yellowjackets nel 2012.
Nel 2013 ha collaborato con il chitarrista italiano Nico Di Battista nell'album in duo Rewriting Songs. Nello stesso anno, ha realizzato un altro duo con il bassista cubano Dany Noel Martinez, registrando l'album Confidence.
Nel 2014 ha fondato il proprio quartetto, con il pianista Antonio Faraò, il bassista Dominique Di Piazza e il batterista Manhu Roche. Il gruppo ha registrato l'album Red Cloud, accolto positivamente nella comunità jazzistica.

### Riconoscimento internazionale (2015–2020)
Ha ottenuto ulteriore visibilità internazionale esibendosi in importanti festival jazz, tra cui l'Umbria Jazz Festival (Italia), il NYC Winter Jazz Fest (USA), il Madrid Jazz Festival (Spagna) e l'Edinburgh Jazz Festival (Regno Unito). Ha suonato in prestigiosi locali come il Blue Note (Milano), Ronnie Scott’s (Londra), Jazz Standard (New York) e il Minton’s Playhouse (New York).
Nel 2016 ha pubblicato The Ninth Gig con il New Generation Trio e ha effettuato numerose performance con il sassofonista Andy Sheppard in Europa.
Nello stesso anno, è entrato a far parte degli Spirit Fingers, una band di jazz-fusion contemporaneo guidata dal pianista Greg Spero, con il bassista Hadrien Feraud e il batterista Mike Mitchell. Il gruppo ha pubblicato l'album Spirit Fingers e ha intrapreso tour internazionali.
Nel 2020 ha collaborato nuovamente con Spero nell'album in duo Piano & Guitar Improvisation. Lo stesso anno, ha contribuito all'album Goodbye degli Spirit Fingers con Judi Jackson e ha suonato in Peace, un'altra produzione degli Spirit Fingers.

### Progetti recenti (2021–Presente)
Nel 2021 Dario Chiazzolino ha intrapreso collaborazioni in duo con i chitarristi Peter Bernstein e Jonathan Kreisberg, esibendosi in concerti che hanno messo in evidenza la sua abilità nell'interazione musicale e nell'improvvisazione.
Nel 2022 ha pubblicato I Am Ready, con Federico Malaman e Max Furian. Ha continuato a collaborare con gli Spirit Fingers e altri artisti, ampliando il suo repertorio con progetti di fusion e jazz contemporaneo.
Nel 2023 ha registrato una serie di album con il pianista Greg Spero, il trombettista Keyon Harrold, il bassista Jermaine Paul e il batterista Terreon Gully, tra cui Back to Beginnings, Bass Solo, The Dance, Resurrection, The Journey, Past Reflections, Stepping Through Fire, Guidance, Reckoning, Beginnings e Progressions.
Nel 2024 ha pubblicato The Abstrucks con Malaman e Furian, seguito dal suo progetto solista ATTYA.
Continua a esibirsi a livello internazionale, con recenti apparizioni all'Indy Jazz Festival (USA), al Mondriaan Jazz Festival (Paesi Bassi) e al Paris Jazz Festival (Francia).

### Carriera accademica
Oltre alla carriera artistica, Chiazzolino è un educatore attivo e ha ricoperto ruoli accademici in vari istituti. È docente presso la City University of New York (CUNY), dove insegna chitarra jazz, teoria musicale, improvvisazione e studi d'ensemble.
Ha tenuto masterclass in diverse università e conservatori, tra cui la Purdue University, il Musicians Institute di Los Angeles e il Conservatorio Verdi in Italia, focalizzandosi su improvvisazione jazz, armonia, tecniche contemporanee per chitarra e interazione d'ensemble.

## Premi e Riconoscimenti
Chiazzolino ha ricevuto numerosi riconoscimenti per il suo contributo alla chitarra jazz. Nel 2006 è stato insignito dell’Umbria Jazz Award come Miglior Chitarrista, affermandosi come una figura emergente nel panorama jazzistico europeo. Nel 2011 è stato premiato dalla rivista Italian Jazz con il titolo di Miglior Chitarrista, mentre l’Archivio Chitarristi Jazz Italiani ha riconosciuto il suo apporto innovativo e la sua eccellenza tecnica nell’ambito della chitarra jazz.
Nel 2015 ha ricevuto il titolo di Miglior Chitarrista dalla rivista Guitarlist, mentre la rivista Suono ha incluso una sua composizione tra le Top 15 Canzoni dell’Anno. Nel 2018 il suo riconoscimento internazionale si è ampliato con l’assegnazione del premio Miglior Album Jazz a Spirit Fingers da parte della rivista Soul and Jazz.
Nel 2019 è stato inserito tra i principali chitarristi jazz del XXI secolo dalla rivista Jazz Guitar Magazine.
Nel 2020 ha ricevuto il Louis Armstrong Foundation Award, conferito per il suo contributo al jazz e per il suo impegno nella diffusione e nello sviluppo del genere.

## Strumentazione
Dario Chiazzolino ha collaborato in qualità di endorser con D'Angelico Guitars, DV Mark, Hosa Technology, Dogal Strings, Keeley Electronics, Slinger Straps, Millennia, Aria Sound, Crossrock, Gibson, Kinman Guitar Electrix, Mogami, Essetipicks, Randall Amplifiers e DR Handmade Strings.

## Discografia

### Album da leader
- 2010: Bewitched - con Pit Linsky, Greg Miller.
- 2011: The Best Thing for You - con Rick Stone
- 2011: Very Early - con Dario Deidda, Gaetano Fasano.
- 2013: Rewriting Songs - con Nico Di Battista.
- 2013: Paint Your Life - con Taylor Eigsti, Marco Panascia, Willie Jones III.
- 2014: Confidence con Dany Noel Martinez.
- 2014: Lost in the Jungle - con Bob Mintzer, Russell Ferrante Jimmy Haslip.
- 2016: Red Cloud - con Antonio Faraò, Dominique Di Piazza e Manhu Roche.
- 2018: The Ninth Gig - New Generation Trio - con Michele Iaia Archiviato il 24 novembre 2021 in Internet Archive. e Mecco Guidi
- 2020: Piano & Guitar Improvisation – con Greg Spero
- 2022: I Am Ready – con Federico Malaman, Max Furian.
- 2023: Back to Beginnings – con Greg Spero, Keyon Harrold, Jermaine Paul, Terreon Gully
- 2023: Bass Solo – con Greg Spero, Keyon Harrold, Jermaine Paul, Terreon Gully.
- 2023: The Dance – con Greg Spero, Keyon Harrold, Jermaine Paul, Terreon Gully.
- 2023: Resurrection – con Greg Spero, Keyon Harrold, Jermaine Paul, Terreon Gully.
- 2023: The Journey – con Greg Spero, Keyon Harrold, Jermaine Paul, Terreon Gully.
- 2023: Past Reflections – con Greg Spero, Keyon Harrold, Jermaine Paul, Terreon Gully.
- 2023: Stepping Through Fire – con Greg Spero, Keyon Harrold, Jermaine Paul, Terreon Gully.
- 2023: Guidance – con Greg Spero, Keyon Harrold, Jermaine Paul, Terreon Gully.
- 2023: Reckoning – con Greg Spero, Keyon Harrold, Jermaine Paul, Terreon Gully.
- 2023: Beginnings – con Greg Spero, Keyon Harrold, Jermaine Paul, Terreon Gully.
- 2023: Progressions – con Greg Spero, Keyon Harrold, Jermaine Paul, Terreon Gully.
- 2024: The Abstrucks – con Federico Malaman, Max Furian.
- 2024: ATTYA – con Dario Chiazzolino.

### Album da sideman
- 2008: Six Strings 2008 - con Marc Didegrot, Emilie Elia, John Grael, Joe Kindman, Kirk Fairten, Joël Patrick
- 2008: Swing Me - CB Orchestra
- 2009: Six Strings 2009 - con Mathias Krüger, Vincent Körtig, Joël Patrick, Damien Werner, Joe Kindman, Joël Patrick
- 2009: Torino Jazz Lab - con Furio Di Castri, Bruno Tommaso, Torino Jazz Orchestra.
- 2009: Torino Jazz Lab - con Furio Di Castri, Javier Girotto, Torino Jazz Orchestra.
- 2010: Six Strings 2010 - con Antony Rives, Andrea Schmidt, Rian Fisher, Johan Mùller
- 2010: Proposcion - con Dany Noel Martinez, Horacio "El Negro" Hernandez, Ivan Bridon, Concha Buika
- 2010: Kabel - con Giovanni Falzone, Kabel Ensemble.
- 2011: Virgen - con Ivan Bridon, Sofie Reinhardt.
- 2011: Tinta Unida - con Dany Noel Martinez, Benjamin Santiago Molina, Juan Carlos González, Dani Morales, Diego Guerriero
- 2011: Nuovi segnali acustici - con Nico Di Battista, Roberto Taufic, Gino Evangelista, Giovanni Unterberger
- 2014: Untidiness - Chiara Raggi - con Aaron Goldberg, Ugonna Okegwo, Lawrence Leathers.
- 2018: Spirit Fingers - con Greg Spero, Hadrien Feraud e Mike Mitchell
- 2020: Piano Guitar Improvisation - con Greg Spero
- 2020: Spirit Fingers - con Greg Spero, Max Gerl, Mike Mitchell e Judi Jackson
- 2020: Spirit Fingers - con Greg Spero, Max Gerl, Mike Mitchell, Judi Jackson, Braxton Cook, Bubby Lewis, Greg Ward e Jonathan Scales.

## Cinema
Prende parte in veste di musicista/attore in alcune produzioni cinematografiche tra cui:
- 2010: Le ragazze dello swing
- 2011: Femmine contro maschi